# 貓 (2027年電影)
《貓》（英語：Gatto）是一部2027年美國電腦動畫奇幻歌舞冒險片，由皮克斯動畫工作室製作，並由華特迪士尼工作室電影發行。該片由恩里科·卡薩羅薩執導，定於2027年6月18日於美國上映。

## 劇情
故事講述一隻熱愛音樂、居住在威尼斯的黑貓尼祿（Nero），逐漸開始質疑自己的生活。當牠欠下當地貓幫老大的債而陷入困境後，被迫與街頭藝術家瑪雅（Maya）結下一段意想不到的友誼，並且非自願地被瑪雅收養，但這段友誼最終可能會引領尼祿實現自己的人生目標。

## 製作
2022年10月，恩里科·卡薩羅薩確認製作另一部皮克斯原創長片，並表示目前沒有為2021年電影《路卡的夏天》製作續集的計畫。2025年6月，皮克斯首席創意官彼特·達克特在安錫國際動畫影展上正式宣布卡薩羅薩的第二部長片名為《貓》（Gatto），並釋出首張概念圖。該片將採用全新手繪風格，由安德莉亞·沃倫（Andrea Warren）製片。

## 發行
電影由華特迪士尼工作室電影排定2027年6月18日於美國上映。